# 沖永良部機場
沖永良部機場（日语：／ Okinoerabu kūkō */?）是位於鹿兒島縣大島郡和泊町（沖永良部島）。根據日本空港整備法被分成第三種機場。

## 概要
- 機場位於島的東北部

## 歷史
- 1969年5月1日：沖永良部機場啟用，機場跑道長1,200公尺。
- 1969年5月31日：被日本空港整備法分成第三種機場。
- 2005年5月12日：機場跑道延長至1,350公尺，可供Bombardier Dash 8-Q400升降。
- 2006年9月30日：最後一程YS-11型機是日本空中通勤的航班，由沖永良部機場起飛前往鹿兒島機場。

## 航空公司與航點
| 航空公司           | 目的地             |
| ------------------ | ------------------ |
| 日本空中通勤（JC） | 奄美、鹿兒島、與論 |
| 第一航空           | 那霸、德之島       |

## 外部連結
- 沖永良部機場介紹 （页面存档备份，存于）（日語）
- JAL機場訊息-沖永良部機場 （页面存档备份，存于）（日語）